# 王子制纸
王子纸业（日语：／ Ōjiseishi Kabushiki kaisha）是日本的一家大型造纸企业，隶属于三井集团。

## 脚注
1. ↑  「製紙産業の現状 世界の主要企業 （页面存档备份，存于）」、日本製紙連合会，2011年8月17日閱覽

## 外部連結
- 公司網站 （页面存档备份，存于）（日語）